# Kasteel De Bongard
Kasteel de Bongard is een kasteel in het Nederlands-Limburgse Bocholtz dat tegenwoordig een deel is van de gemeente Simpelveld. Het 16e-eeuwse bouwwerk is gelegen in het dal van de Bocholtzerbeek, aan de Groeneweg ten noordwesten van het dorp.

## Beschrijving van het kasteel
Het kasteel is in het begin van de 16e eeuw gebouwd op de fundamenten van een omgrachte voorganger uit de 14e eeuw. Het kasteel kreeg toen een vierkant grondplan met vier vleugels om een binnenplaats en een poorttoren in het midden van een van die vleugels. Later is op elk van de vier hoekpunten een ronde toren bijgebouwd. In de 19e eeuw is het kasteel verkleind tot een kwart van de oorspronkelijke opzet, waarbij slechts een van de ronde torens, de poorttoren en de vleugels tussen de ronde toren en de poorttoren overbleven. De overblijvende vleugel en de poorttoren werden aan beide zijden voorzien van een kopse gevel.
Het gehele gebouw is opgetrokken uit bakstenen met daartussen over de gehele hoogte mergelstenen speklagen van Kunrader kalksteen, waardoor het een Maaslandse renaissance uiterlijk heeft. De ingangspoort in de poorttoren is voorzien van een laatgotische hardstenen omlijsting. Aan de zijde van de binnenplaats bevinden zich overblijfselen van twee galerijen uitgevoerd in vroegrenaissance stijl en voorzien van zuilen. Inwendig heeft het kasteel een laatgotische schouw. Bij het kasteel ligt een in 1701 uit kalkbreuksteen opgetrokken U-vormige hoeve.
Rond het kasteel is een park aangelegd.

## Geschiedenis, bewoners
De familie Van den Bongard was al omstreeks 1300 bekend en werd in de naburige streken machtig en invloedrijk. Of het kasteel de Bongard de bakermat van deze familie is geweest is nooit helemaal duidelijk geworden aangezien de familie Van den Bongard uit Bocholtz moeilijk te onderscheiden is. De nazaten droegen veelal dezelfde voornamen en latiniseerden hun naam. Dit gold ook voor veel van hun opvolgende andere families. De oorspronkelijke 14e-eeuwse omgrachte burcht werd voor het eerst vermeld in 1373. In 1523 werd dit kasteel verbouwd door Bernard van den Bongard en in 1550 voegde hij de vier ronde hoektorens aan het kasteel toe.
De Schepenbank Simpelveld-Bocholtz werd in 1626 een Heerlijkheid verpand aan Maria Van den Bongart. De adellijke familie Van de Bongard, die, als ze niet in Haus Ritz in Aken verbleven, op het kasteel woonde, verkreeg hierbij de titel heer van Simpelveld en Bocholtz en de hierbij behorende rechtsmacht en inkomsten uit het gebied van deze heerlijkheid. De mannelijke stam van de familie Van den Bongard stierf echter met Anna Margaretha van den Bongard uit. Zij huwde in 1630 met Hans Caspar von und zu der Leyen zu Hohengerolseck, uit een rijk adellijk Duits geslacht stammende uit de Moezelstreek. Na de dood van haar man verkocht zij in 1680 de heerlijkheid op haar beurt aan haar zoon, C.G. baron von der Leyen. Van 1680 tot 1773 was het kasteel bestuurscentrum van de heerlijkheid Simpelveld-Bocholtz. Beide families lieten hun zaken behartigen door een rentmeester. In de meeste gevallen zijn zij ook stadhouder van de Laathof Bongard en Schout van de bank Simpelveld-Bocholtz.
In 1783 verkoopt de graaf Francois Charles von der Leyen, mede namens zijn broers, de Heerlijkheid Simpelveld-Bocholtz met het kasteel en alle aanhorigheden aan de baronesse Marie Barbe de Rochow, woonachtig op het kasteel Overhuizen. Dat kasteel wordt dan de zetel van de Heerlijkheid. Voor de Bongard treedt langzaam verval in. In 1795 wordt aan de overheersende rol van de adel een einde gemaakt. De bestuurlijke rol van Overhuizen houdt dan ook op. Vervolgens komt het kasteel in handen van diverse adellijke families zoals Rodoan, De Bieberstein, Zawadsky, Van Rijckevorsel en de laatste adellijke bewoner, Van Steenweghen. Deze verkocht het kasteel echter na 5 jaar aan de familie De Weichs de Wenne.
Het kasteel wordt door een particulier bewoond. Het gebouw is een rijksmonument.

## Foto's

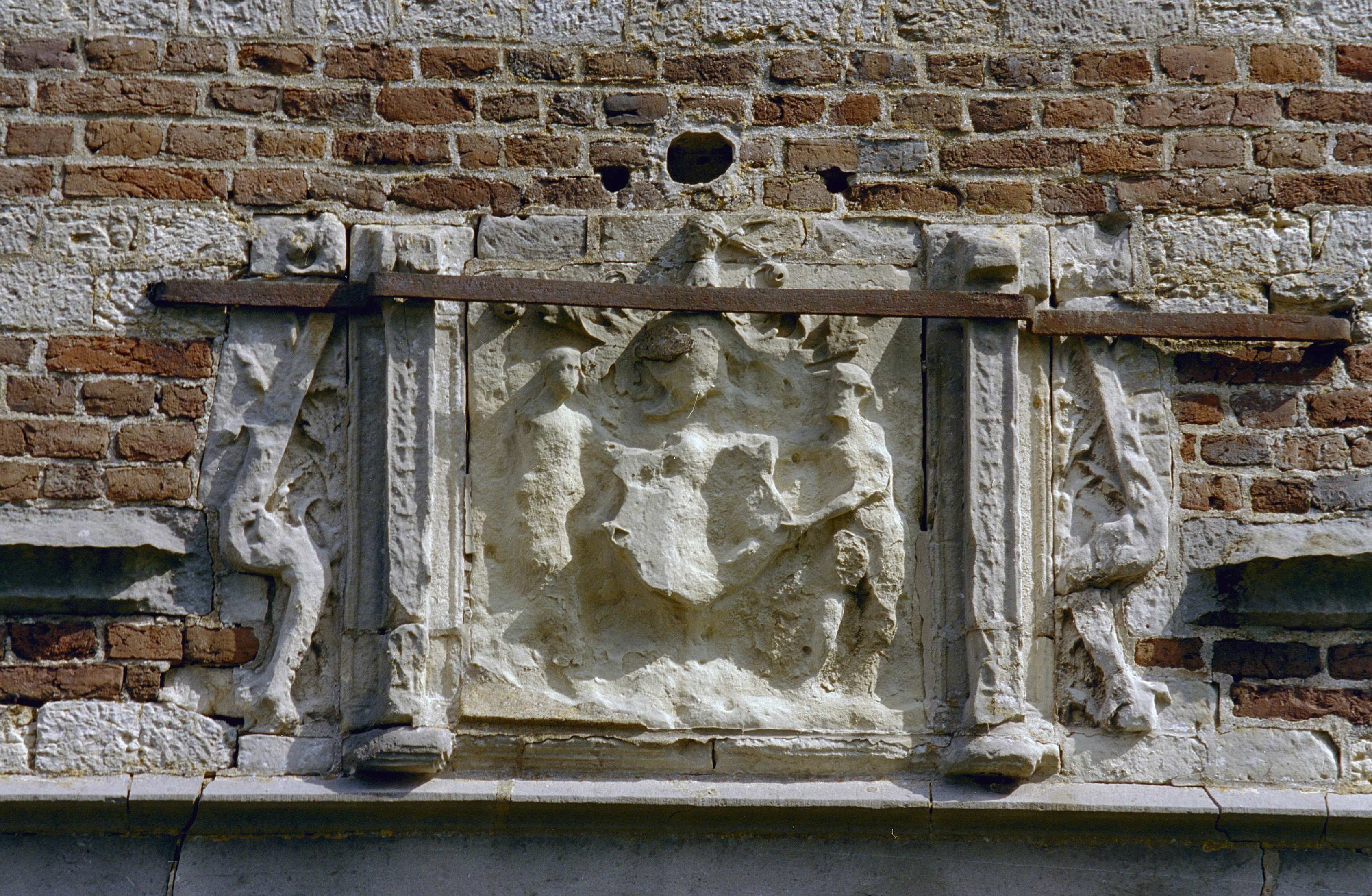
Gevelsteen boven ingangsportaal
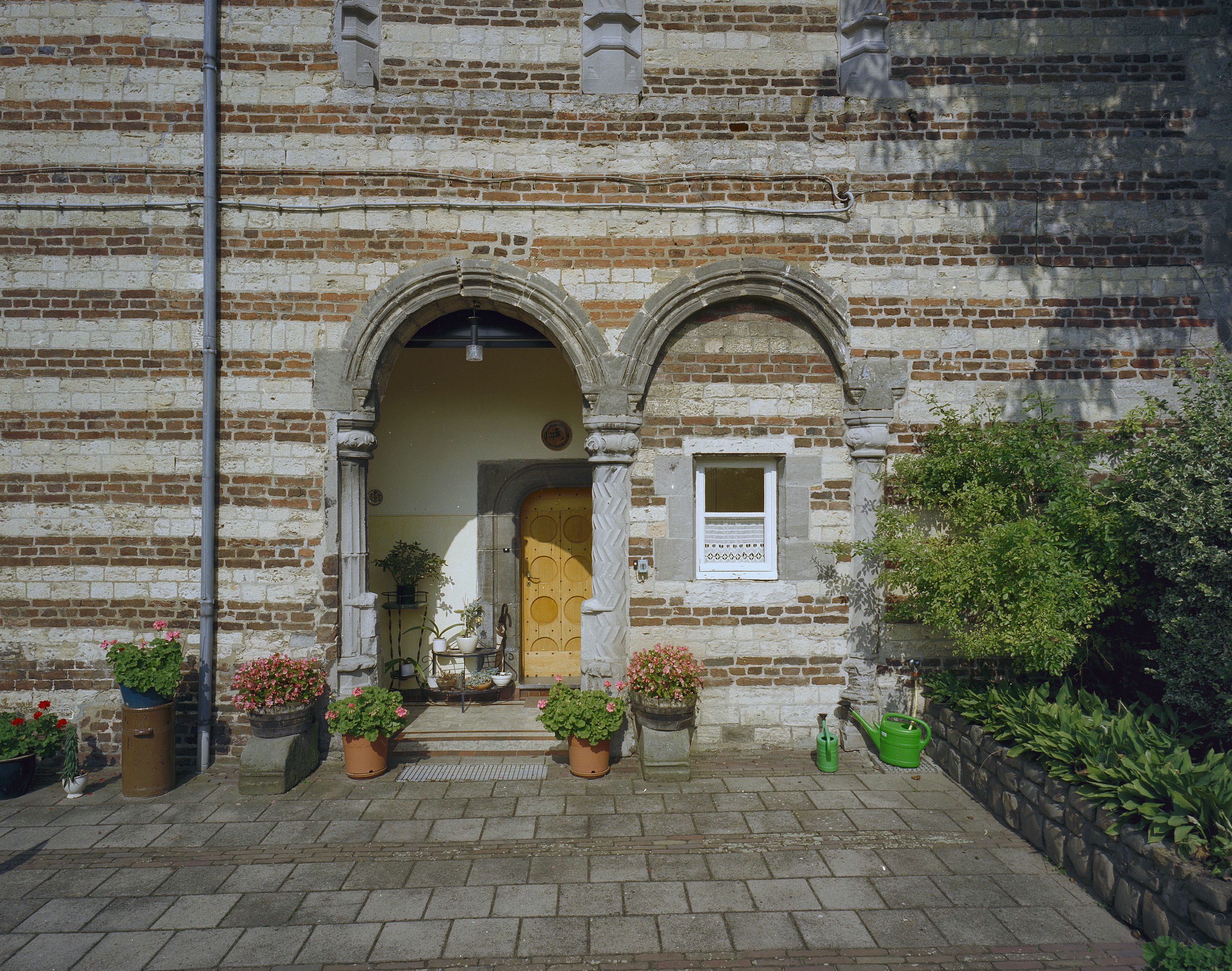
Overblijfsel van galerij op de binnenplaats
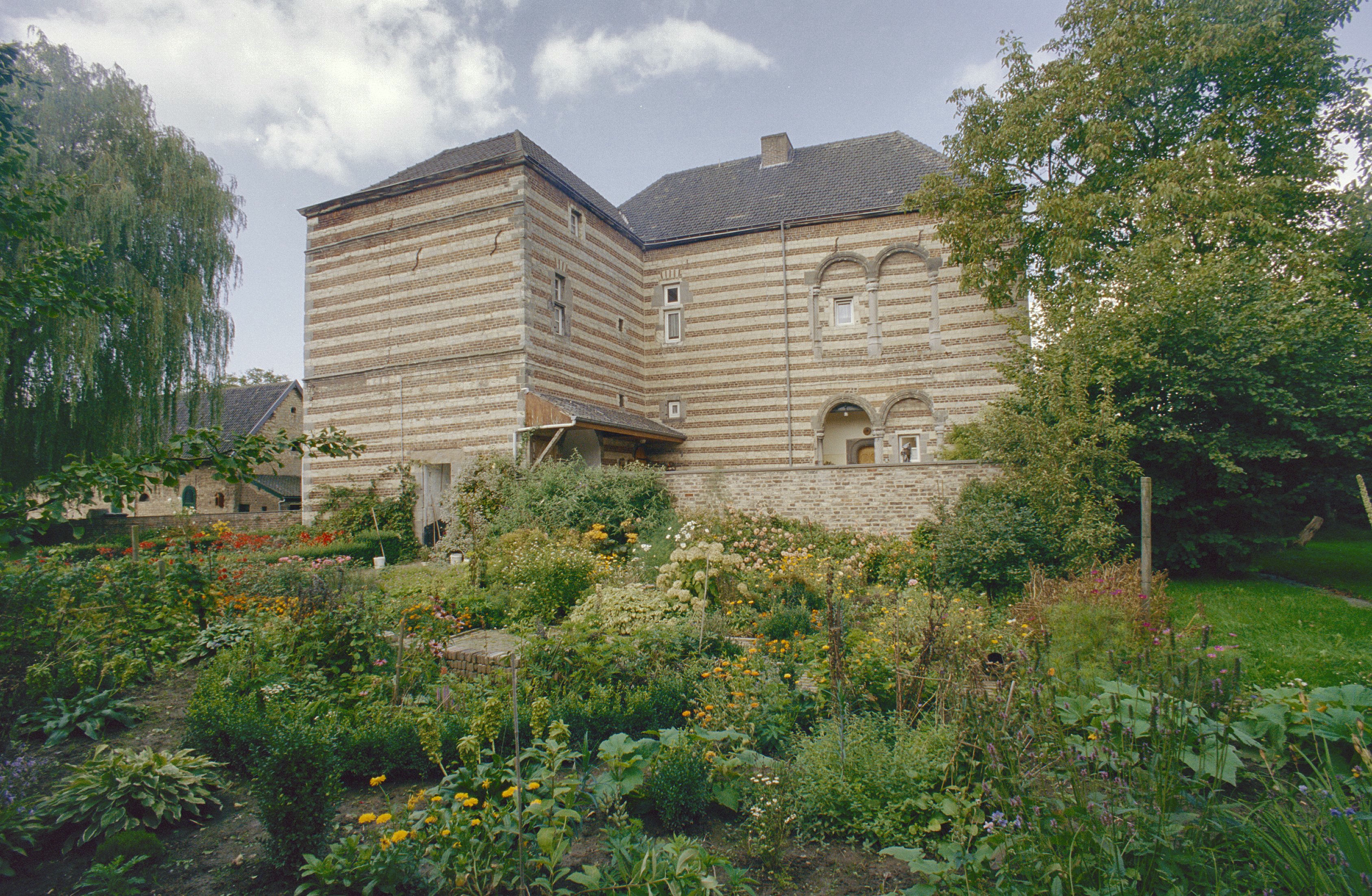
Zicht op binnenplaats en tuin
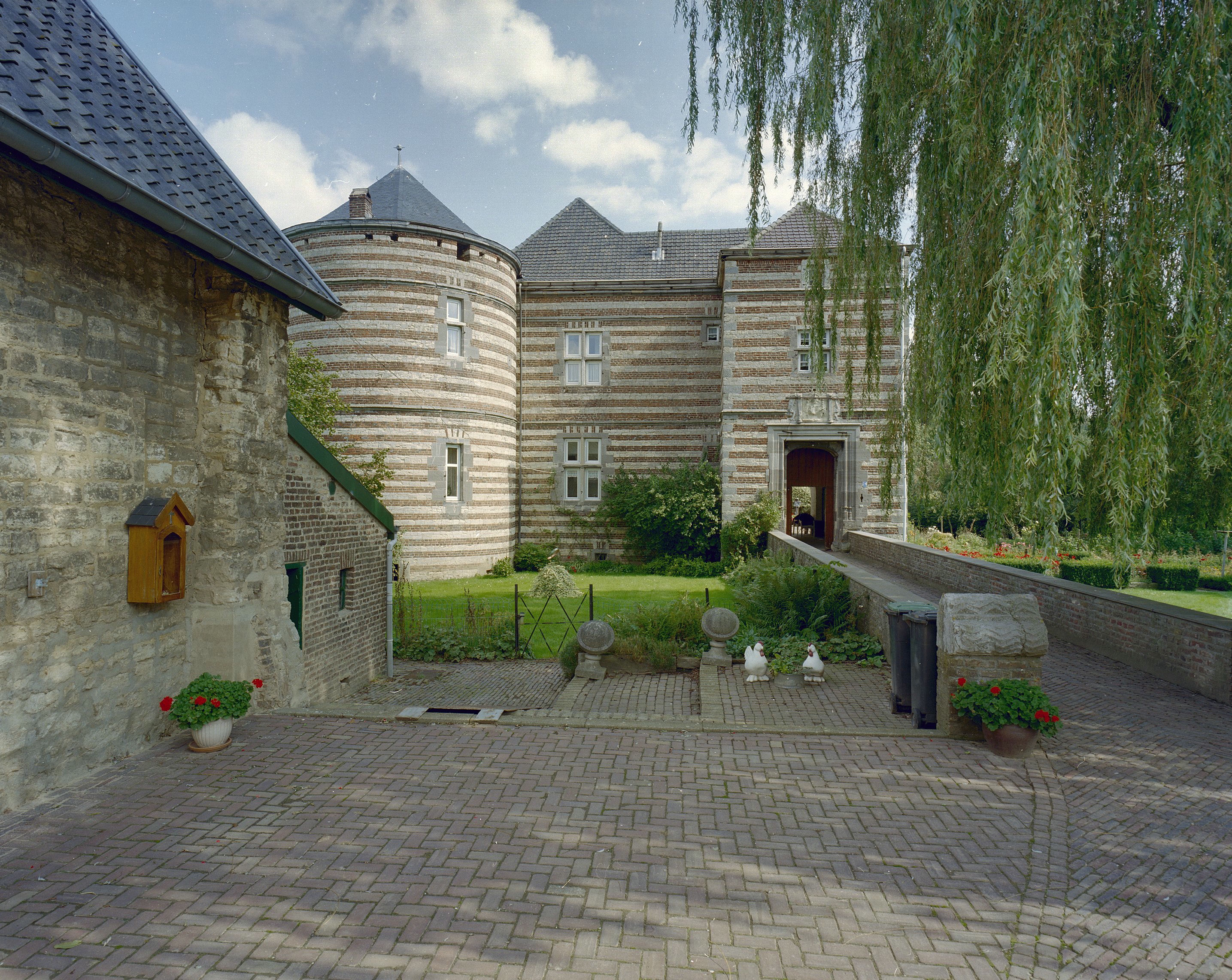
Overzicht voorgevel

Aerwinkel · Kasteel Afferden · Aldt Huys · Aldenborgh · Kasteel Aldenghoor · Aldenhoven · Alte Burg · Kasteel Amstenrade · Slot Annendael · Kasteel Arcen · Baersdonck · Bakvliet · Baronsberg · Baxhof · Beegden ·  Benzenrade · Kasteel De Berckt · Kasteel Bethlehem · Beusdaelshof · Binsfeld · Huis Blankenberg · Kasteel Bleijenbeek · Blitterswijck · Boerlo · Bolberg · Bollenberg · Kasteel De Bongard · Borggraaf · Kasteel d'Erp · Kasteel Borggraaf · Kasteel Borgharen · Kasteel Born · Huis Bree · Breust · Kasteel Broekhuizen · Broekhuizen · Gracht Burggraaf · Kasteel De Burght · Kasteel Cartils · Cloppenburg (Oost-Maarland) · Kasteel Cortenbach · Huis De Dael · Dammerscheid · Kasteel De Bockenhof · De Donck (Sevenum) · De Donck (Swolgen) · De Dorth ·  Huis ten Dijcken · Kasteel Doenrade · De Doom · Douve · Douvenrade · De Dries · Kasteel Erenstein · Kasteel Eijsden · Eijsden · Einrade · Kasteel Elsloo · Ensenbroek · Eperhuis · Etzenraderhuuske · Exaten · Kasteel Eijckholt · Kasteel Eyckholt · Eys · Gastendonck · Kasteel Genbroek · Gebroken Slot · Kasteel Geijsteren · Kasteel Op Genhoes · Kasteel Genhoes · Genneperhuis · Kasteel Het Geudje · Kasteel Geulle · Kasteel Geusselt · Geijsteren · Gen Heck · Ghoor · Kasteel Goedenraad · Kasteel Grasbroek · Kasteel Groenendaal · Groethof · Groot Paarlo · Kasteel van Gronsveld · De Gun ·Kasteel Haeren · Kasteel Den Halder · Heerlaer · Heeze · Heijen · 's-Herenanstel · Kasteel Hillenraad · Kasteel Hoensbroek · Hoenshuis · Holstrate · Holtmühle · Huize Holtum · Kasteel Horn · De Horst · Huys ter Horst · Ten Hove (Grathem) · Ten Hove (Panningen) · Huis Brias · Huis Darth ·  Kasteel Hurpesch · Kasteel Sint-Jansgeleen · Kasteel Jerusalem · Kasteel Kaldenbroek · Den Kamp · Kasteel Karsveld · Kasteel Keverberg · Klein Paarlo · Klimmender Huuske · De Kolck · Koppelberg · Laar · Landsfort · Kasteel Lemiers · Kasteelruïne Lichtenberg · Kasteel Limbricht · Lonesteyn · Huize Lovendael · Mazenburg · Kasteel van Meerlo · Kasteel Meerssenhoven · Meezenbroek · Kasteel van Mheer · Middelaar · Kasteel Millen · Kasteel Montfort · Movert · Mulrode · De Munt · Château Neercanne · Kasteel Neubourg · Nienghoor · Huis Nierhoven · Kasteel Nieuwenbroeck · Nije Huys · Kasteel Nijenborgh · Kasteel Nijswiller · Nijthuysen · Kasteel Obbicht · Oedenrade · Kasteel Ooijen · Kasteel Oost (Valkenburg) · Kasteel Oost (Oost-Maarland) · Kasteel Ouborg · Overen · Kasteel Passarts-Nieuwenhagen · Prickenis · Prinsenhof · Puth · De Putting · Raath · De Raay · Ravenhof · Kasteel Reijmersbeek · Kasteel van Rijckholt · Kasteel Rivieren · Rodenbroek · Rosendaal · Kasteel Schaesberg · Kasteel Schaloen · Te Scharen · Schenkenburg · Kasteel Scheres · De Spijker (Geijsteren) · De Spijker (Leeuwen) · Huis Severen · Sibberhuuske · Château St. Gerlach · Spraland · Huis De Spyker · Huize Stalberg · Stalberg (Wellerlooi) · De Steeg · Kasteel Stein · Steinhagen · Steenen Huis · Stoel van Swentibold · Strijthagen (Landgraaf) · Strijthagen (Welten) · Struyver · Kasteel Terborgh · Terlinden (Wijnandsrade) · Terveurdt · Ter Weyer · Kasteel Ter Worm · De Tombe · Huis De Torentjes · Triest · Trippaert · Kasteel Vaalsbroek · Kasteel Vaeshartelt · Valkenburg · Vliek · De Vroenhof · Vrijburg · Kasteel Wambach · Warenberg · Well · Weyershof ·  Wijlre · Kasteel Wijnandsrade · Wijnandsrade · Wijnantshof · Wissegracht · Huize Witham · Kasteel Wittem · Wolfrath · Wylre